# Marc Hennerici
Marc Wolfgang Hennerici (né le 10 mai 1982 à Mayen) est un pilote automobile allemand.

## Famille
Hennerici est issu d'une famille de pilotes de course. Son grand-oncle Günther Hennerici est le fondateur et chef d'équipe d'Eifelland Racing. Son grand-père Heinz Hennerici, qui a perdu un bras pendant la Seconde Guerre mondiale, était également pilote de course.

## Biographie
En raison de la proximité géographique avec le Nürburgring et des racines familiales dans le sport automobile, Hennerici découvre le sport automobile dès son plus jeune âge. En 1989, à l'âge de six ans, il participe à des épreuves de slalom en karting. Hennerici conduit des kartings jusqu'en 1998 inclus et est notamment deux fois champions de la Westdeutschen ADAC Kart Cup. En 1994, il remporte le championnat des clubs de karting à Kerpen.
De 1999 à 2001, Hennerici participe à la Formule Junior puis à la Formule BMW. En 2002, il passe aux courses de voitures de tourisme, dans lesquelles Hennerici remporte le Trophée des pilotes indépendants en Championnat du monde des voitures de tourisme en 2005. En 2006, Hennerici débute dans le VLN et remporte le classement VLN Junior et termine la course de 24 heures dans deux véhicules de course, chacun avec une victoire de classe et aux positions générales cinquième et septième. En 2007, Hennerici remporte cinq victoires au général dans le VLN avec Marc Basseng. Hennerici obtient la troisième place au classement général des 24 Heures du Nürburgring 2007. En 2009, il remporte le Groupe GT3 des 24 Heures de Spa et, avec son coéquipier Luca Ludwig, est vice-champion de l'ADAC GT Masters.
En 2010 et 2011, Hennerici participe au Championnat du monde FIA GT1, il termine cinquième au classement général en 2010 avec une victoire en course et une pole position. À partir de la saison 2012, Hennerici débute dans la Blancpain Endurance Series et atteint la troisième place au classement général professionnel en 2012. Un événement spécial se produit en 2012 lors de la course du Nürburgring, que Hennerici gagne. Parallèlement, en tant que responsable de l'organisation, il est également responsable de la gestion de cet événement et alterne entre la voiture de course et le bureau d'organisation. À partir de la saison 2014, Hennerici réduit son implication et est simplement pilote sur la Nordschleife. En 2015, avec Christian Menzel, il remporte de nouvelles victoires de classe dans la Porsche Carrera au classement de la coupe VLN. En 2016, Hennerici, avec Moritz Oberheim, remporte 8 des 10 courses du nouveau Porsche Cayman Trophy au sein du VLN et devient le premier champion de cette coupe monomarque.
En 2022, il est directeur général d'ADAC Travel & Event Mittelrhein GmbH.